# Acido biliare-CoA:amminoacido N-aciltransferasi
L'acido biliare-CoA:amminoacido N-aciltransferasi è un enzima appartenente alla classe delle transferasi, che catalizza la seguente reazione:
coloil-CoA + glicina ⇄ CoA + glicocolato
L'enzima catalizza l'unione di un acido grasso con la glicina e può agire come tioesterasi degli acil-CoA a catena molto lunga. I coniugati acido biliare-amminoacido sono utilizzati dall'organismo come detergenti nel tratto gastrointestinale, in grado di solubilizzare gli acidi grassi a lunga catena (mono- e digliceridi), le vitamine liposolubili ed il colesterolo. 
Questo è il secondo enzima di un pathway a due fasi che porta alla coniugazione degli acidi biliari agli amminoacidi; la prima fase è la conversione degli acidi biliari nei loro acil-CoA tioesteri, che è che è catalizzata dalla colato-CoA ligasi (numero EC 6.2.1.7).
L'enzima agisce anche sui derivati del CoA di altri acidi biliari. La taurina e la 2-fluoro-β-alanina possono agire come substrati, ma più lentamente.